# 佐藤厚志
佐藤 厚志（さとう あつし、1982年2月9日 - ）は、日本の小説家。宮城県仙台市生まれ。宮城県仙台東高等学校英語科卒業。東北学院大学文学部英文学科卒業。仙台市在住。

## 経歴
2010年から書店員として勤務しながら創作活動する。2017年、「蛇沼」で第49回新潮新人賞を受賞してデビュー。2020年、「境界の円居」で第3回仙台短編文学賞大賞 。2021年、「象の皮膚」で第34回三島由紀夫賞候補。
2023年1月、「荒地の家族」で第168回芥川龍之介賞受賞。丸善仙台アエル店の現役書店員としての受賞となった。同年10月末で書店を退職し、作家活動に専念する。

## 作品

### 単行本
- 『象の皮膚』（2021年6月 新潮社 ISBN 978-4103541110）
  - 初出:『新潮』2021年4月号
- 『荒地の家族』（2023年1月 新潮社 ISBN 978-4103541127 / 2025年5月 新潮文庫 ISBN 978-4101059617）
  - 初出:『新潮』2022年12月号
- 『常盤団地の魔人』（2024年7月 新潮社 ISBN 978-4103541134）
  - 初出:『河北新報』2023年1月22日 - 7月23日連載「常盤団地第三号棟」を改題。

### 単行本未収録作品

#### 小説
- 「蛇沼」 - 『新潮』2017年11月号
- 「境界の円居」 - 『小説すばる』2020年5月号
- 「鳥の海」 - 『震災学』vol.15（2021年3月）
- 「敦盛草」 - 『新潮』2024年6月号
- 「月山行」 - 『すばる』2024年10月号
- 「鶺鴒」 - 『すばる』2025年7月号
- 「ジャスティス・マン」 - 『文學界』2025年7月号
- 「熊谷草」 - 『新潮』2025年8月号

#### エッセイ・書評・その他
- 「生きながらえて」 - 『群像』2018年3月号
- 「売ることから書くことまで」 - 『文學界』2021年8月号
- 「先輩作家の背中」 - 『文學界』2023年3月号
- 「私の一冊 フィリパ・ピアス『トムは真夜中の庭で』」[8] - 『仙台文学館ニュース』第四十二号（2022年3月24日）
- 「大江さんの笑いを引き継いで」 - 『新潮』2023年5月号
- 「図書カード三万円使い放題！ 職場を隈なくお買い物」[9] - 『本の雑誌』2023年6月号
- 「あなたかもしれない」（高橋弘希『叩く』書評）[10] - 『波』2023年7月号
- 「読書日録」 - 『すばる』2023年7月号 - 9月号
- 「テロと戦時下の2022-2023日記リレー」 - 『新潮』2023年9月号
- 「息苦しさの正体」（中西智佐乃『狭間の者たちへ』書評） - 『新潮』2023年9月号
- 「香りがこわい」 - 『文藝春秋』2023年11月号
- 「人間を受容する力」（山田詠美『肌馬の系譜』書評） - 『新潮』2024年1月号
- 「フィリパ・ピアスから日本の子供たちへ」 - 『すばる』2024年1月号
- 「未知の記憶に潜る」（佐伯一麦『ミチノオク』書評） - 『新潮』2024年8月号
- 「死から見た生」（田中慎弥『死神』書評） - 『新潮』2025年3月号